# Bohumil Bondy
Bohumil Bondy, též Gottlieb Bondy, nebo Gottlieb Lazar Bondy (15. listopadu 1832 Praha – 15. března 1907 Praha), uváděný i jako Bohumil Lazar Bondy, byl rakouský a český podnikatel a politik židovského původu a české národnosti, na konci 19. století poslanec Českého zemského sněmu.

## Biografie
Pocházel z pražské, původně německé židovské rodiny, narodil se jako třetí ze čtyř dětí Lazara Gabriela Bondyho (* 1800) a jeho ženy Judith, rozené Reachové (* 1799). Měl starší bratry Emanuela Salamona a Franze a mladší sestru Rosalii. Veřejně a politicky se angažoval v českožidovském hnutí (proud uvnitř židovské komunity, který prosazoval identifikaci židů s českým národním hnutím). Roku 1859 převzal po otci Lazarovi Bondym železářský velkoobchod, který dále rozvinul v železářskou a hutní továrnu, kterou po něm převzal a ještě rozšířil syn Leon. Bohumilův vzdálený příbuzný Filip Bondy byl první pražský rabín, hlásící se k českému živlu.

### Firma
Firma a její sklady byly od roku 1869 budovány v novém komplexu staveb čp. 392/VII v Holešovicích – Bubnech, v přímé návaznosti na železniční nádraží. Továrna vyráběla kované části strojů, hřídele, traverzy, háky na jeřáby, strojní díly, pohonné mechanismy, vagónové háky, telegrafní dráty, taženou tyčovinu, ploty, nýty a elektricky svařované řetězy. Podnik vyvážel i do zahraničí, zejména do Bosny. Roku 1886 Bohumil předal vedení továrny synovi Leonovi.

### Rodina
V roce 1857 se ve Vídni oženil s pražskou rodačkou Simonettou Wienerovou (1846–1906), s níž měl syny Ottu a Leona. V letech 1869 až 1874 rodina bydlela v novoměstském domě Na Poříčí čp. 1050/II, vlastnila i přilehlé, později Leonem přestavěné domy. Roku 1874 se přestěhovala do domu U černé růže  čp. 853/II, v němž pro ni Josef Fanta navrhl adaptaci interiérů v novorenesančním stylu.

### Podpora průmyslu, řemesel a umění
Bondy byl dlouholetým členem a v letech 1884–1888 i prezidentem pražské Obchodní a živnostenské komory, kde se podílel na posilování českého elementu, který nakonec v komoře převážil. Organizačně a finančně se podílel na vzniku Uměleckoprůmyslového musea v Praze, kterému také věnoval množství uměleckých předmětů ze své sbírky. Sbíral převážně kovolitecké a jiné uměleckořemeslné výrobky, jádro sbírky zdědili jeho synové, ve sbírání pokračoval syn Léon.
Patřil k organizátorům Jubilejní zemské výstavy v Praze roku 1891 (roku 1887 navrhl konání výstavy a ustavil komisi pro stavbu stálé výstavní budovy v Praze).

### Politika
V 80. letech 19. století se zapojil i do zemské politiky. V zemských volbách v roce 1883 byl zvolen v městské kurii (volební obvod Praha-Staré Město) do Českého zemského sněmu. Mandát obhájil za týž obvod v řádných zemských volbách v roce 1889, nyní za kurii obchodních a živnostenských komor (obvod Praha). Patřil k Národní straně (staročeské).
Zabýval se též bádáním o dějinách Židů v českých zemích. Ve spolupráci s archivářem Františkem Dvorským vydal knihu archivních pramenů K historii Židů v Čechách, na Moravě a v Slezsku 906 až 1620.

### Úmrtí a hrob
Zemřel v březnu 1907 v Praze a byl zde pohřben v nové rodinné hrobce na Novém židovském hřbitově, jejíž architektonický návrh vytvořil architekt Josef Fanta. Firmu převzali jeho synové Otto a Leon. Roku 1918 ji sloučili s dalšími průmyslovými podniky do železářské akciové společnosti Ferra.

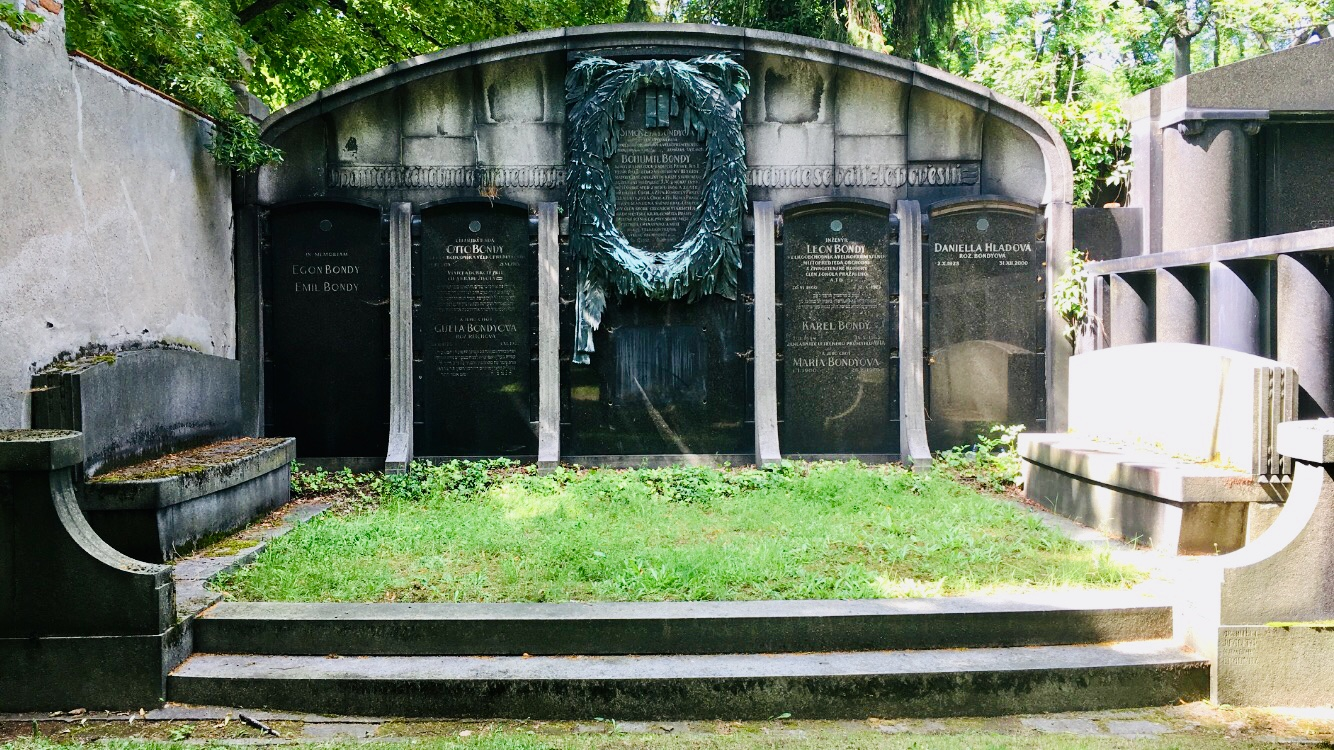
Rodinná hrobka Bondyů na Novém židovském hřbitově v Praze, autor Josef Fanta